# Az-Zahra (Palestyna)
Az-Zahra (arab. الزهراء, hebr. עזה, Aza) – wieś położona w muhafazie Gaza w Autonomii Palestyńskiej.

## Położenie
Miejscowość jest położona na południe od miasta Gaza w północnej części Strefy Gazy. Leży w odległości mniejszej niż jeden kilometr od wybrzeża Morza Śródziemnego.

### Podział administracyjny
Az-Zahra administracyjnie należy do muhafazy Gaza, w Autonomii Palestyńskiej.

## Historia
Miejscowość została założona w 1998. Jest to jedno z najmłodszych miast Autonomii Palestyńskiej. Według danych palestyńskiego Centralnego Biura Statystycznego, w 2009 w al-Zahra było 837 domów, a 237 kolejnych budowano.

## Edukacja
W północnej części miejscowości znajduje się Uniwersytet Palestyny.

## Gospodarka
Lokalna gospodarka opiera się na rolnictwie: uprawach cytrusów i drzewek oliwnych.